# Robert Dundas (1er baronnet)
Pour les articles homonymes, voir Robert Dundas.
Robert Dundas (30 juin 1761 - 4 janvier 1835) est un propriétaire foncier et avocat écossais.

## Biographie

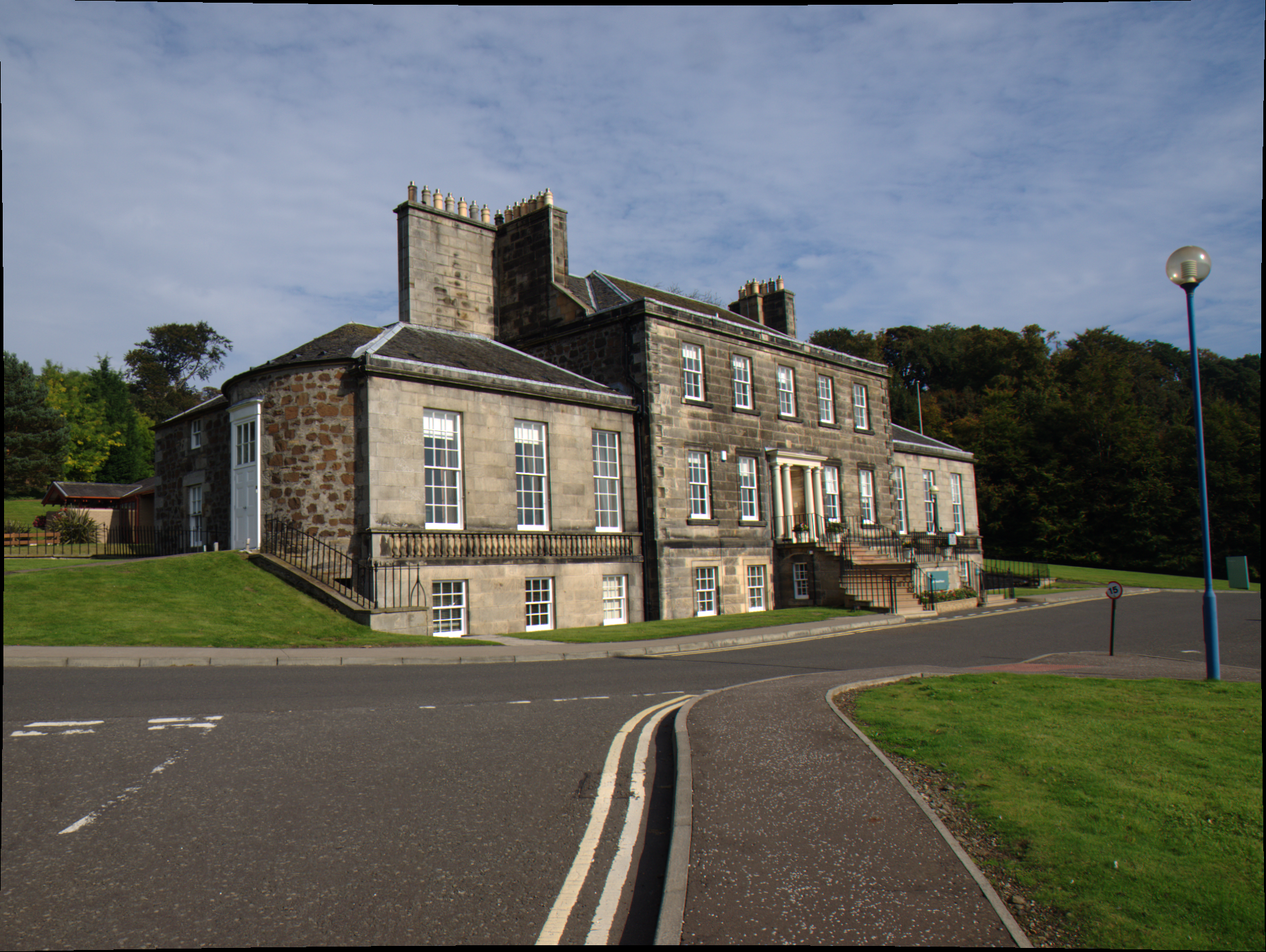
Beechwood House dans l'ouest d'Édimbourg

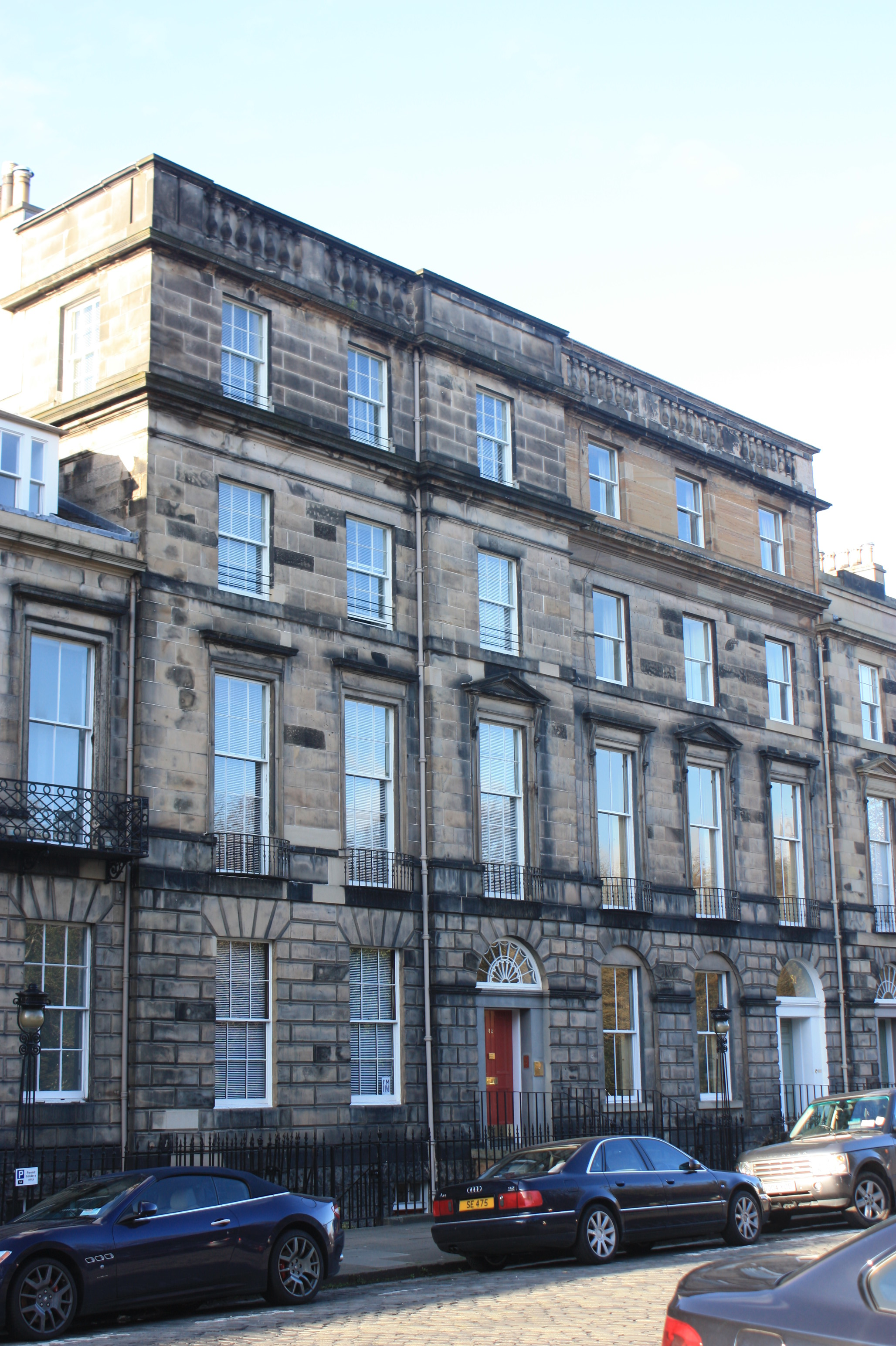
32 Heriot Row, Édimbourg

Il est né le 30 juin 1761, fils d'Elizabeth et du révérend Robert Dundas de Humbie dans l'East Lothian. Il est formé comme avocat, probablement à l'Université d'Édimbourg, et avec un apprentissage juridique sous James Balfour, et devient un écrivain à la Signet en 1785. Il est greffier principal de session à la Haute Cour d'Édimbourg de 1817 à 1830. En 1820, il est adjoint du Lord Privy Seal of Scotland, son beau-frère Robert Dundas (2e vicomte Melville).
En 1820, à la mort de son oncle, le général David Dundas, il hérite du domaine de Beechwood près de Corstorphine dans l'ouest d'Édimbourg . En 1824, il acquiert l'immense domaine de Dunira dans le Perthshire, mais semble l'avoir transmis immédiatement à son fils, David Dundas. Le domaine a appartenu à Henry Dundas, décédé en 1811. L'acquisition implique une relation de sang avec Henry Dundas, mais cette relation n'est pas claire, en raison de mariages complexes entre diverses branches de la famille Dundas.
Dundas est créé baronnet de Beechwood dans le comté de Midlothian le 24 août 1821.
En 1823, il est élu membre de la Royal Society of Edinburgh, son proposant étant Sir William Arbuthnot, 1er baronnet au cours de son second mandat en tant que Lord Provost d'Édimbourg .
Il meurt dans sa maison de ville d'Édimbourg, 32 Heriot Row  le 4 janvier 1835 .

## Famille
Il épouse Matilda Cockburn, fille de Janet Rennie et de son mari, Archibald Cockburn (1738–1820). Ils ont sept filles et un fils, David Barnett Dundas. Leur fille Robina Mary Dundas (décédée en 1905) épouse le vice-amiral Henry Dundas, fils de Robert Dundas d'Arniston.
Il est peint par Sir Thomas Lawrence, l'un des plus grands portraitistes britanniques de son époque.